# Саратов
Сара́тов (Сарáтів, рос. Сара́тов, тат. Сарытау) — місто, адміністративний центр Саратовської області. На сьогодні існує головна гіпотеза щодо появи назви міста: вона стверджує, що утворена від тюркського «сара тау» (жовта гора). Більшість населення становлять росіяни, також великі казахська і татарська етнічні меншини. Населення агломерації — понад мільйон осіб (2025).

## Географія

### Фізико-географічна характеристика
Саратов розташований за 858 км на південний схід від Москви, на правому високому березі Волги (Волгоградське водосховище).
Місто протягнулося вздовж Волги на 34 км, від річки Гуселка на півночі до залізничної станції на півдні. розташовано в улоговині, оточеній з трьох сторін невисокими (до 250 м) горами Приволзької височини: (Соколова гора (165 м), Лиса гора (286 м), Лопатіна (274 м), Алтин (251 м), Увек (135 м)).
Пагорби західної частини міста покриті лісом Кумисної поляни. Територія міста сильно розчленована ярами та балками, що прямують до Волги. Головні з них на північ від Соколової гори: Маханна, Січа, Алексіївська, Дудаковська, Сліпиш. У приволзькій улоговині: Глебучев (з відгалуженнями М'ясницька і Кооперативна), Білоглинська, Вакуровська, Безіменна, Залетаєвська, Токмаковська.
Через утворення Волгоградського водосховища рівень води у Волзі у міста піднявся на більш ніж 6 метрів. На Волзі навпроти Саратова розташовані острови: Дубова грива, Зелений, Покровські піски, Козачий. Ширина Волги навпроти Саратова від 2,6 км у автомобільного мосту розташованого в центрі міста до 8 км у сел. Зоналка.
На заході місто обмежено малими річками Єлшанка та її притокою Разбойщіна. З півночі — річками 1-а і 2-а Гуселка. На півдні протікає річка Назаровка з притоками Черніха і Березина.
Центральна і південна частина міста знаходиться на відмітках 50-80 м над рівнем моря, північні райони 100—140 м, західні райони 120—200 м.
Рослинна зона: різнотравний лісостеп; схили пагорбів в західній частині міста покриті лісом.
Ґрунти: чорноземи звичайні і південні.
На території міста два нафтогазових родовища: Єлшанське і Соколовогорське.

### Часовий пояс
Місто Саратов, як і вся Саратовська область, знаходиться в часовому поясі UTC+4 и становить +4:00 (MSK+1). Саратовський час відрізняється від поясного часу на одну годину.

### Клімат
| Клімат Саратова          | Клімат Саратова | Клімат Саратова | Клімат Саратова | Клімат Саратова | Клімат Саратова | Клімат Саратова | Клімат Саратова | Клімат Саратова | Клімат Саратова | Клімат Саратова | Клімат Саратова | Клімат Саратова | Клімат Саратова |
| Показник                 | Січ.            | Лют.            | Бер.            | Квіт.           | Трав.           | Черв.           | Лип.            | Серп.           | Вер.            | Жовт.           | Лист.           | Груд.           | Рік             |
| Абсолютний максимум, °C  | 8,1             | 8,4             | 17,7            | 31,1            | 34,0            | 39,2            | 40,8            | 40,7            | 35,0            | 25,5            | 15,8            | 11,7            | 40,8            |
| Середній максимум, °C    | −5,3            | −4,8            | 0,7             | 13,5            | 21,8            | 26,4            | 28,0            | 26,4            | 20,0            | 10,8            | 1,8             | −3              | 11,4            |
| Середня температура, °C  | −8,6            | −8,4            | −3              | 8,2             | 15,8            | 20,5            | 22,2            | 20,3            | 14,2            | 6,5             | −1,1            | −5,9            | 6,7             |
| Середній мінімум, °C     | −11,7           | −11,7           | −6,2            | 3,6             | 10,4            | 15,2            | 16,9            | 15,2            | 9,6             | 3,1             | −3,6            | −8,7            | 2,7             |
| Абсолютний мінімум, °C   | −37,3           | −34,8           | −26,8           | −17,8           | −3,8            | 2,2             | 6,4             | 4,3             | −2,9            | −12,6           | −23,8           | −33,4           | −37,3           |
| Норма опадів, мм         | 40              | 28              | 28              | 24              | 41              | 43              | 47              | 46              | 38              | 34              | 57              | 39              | 465             |
| ------------------------ | --------------- | --------------- | --------------- | --------------- | --------------- | --------------- | --------------- | --------------- | --------------- | --------------- | --------------- | --------------- | --------------- |
| Джерело: Погода и климат |                 |                 |                 |                 |                 |                 |                 |                 |                 |                 |                 |                 |                 |

## Історія
Засновано указом царя Федора у 1590 році, недалеко від зруйнованого Укека, одного з найбільших міст Золотої Орди. Населення активно брало участь у повстанні Пугачова. 1780–1796 роках Саратов був центром Саратовського намісництва Російської імперії.[джерело?]

## Транспорт

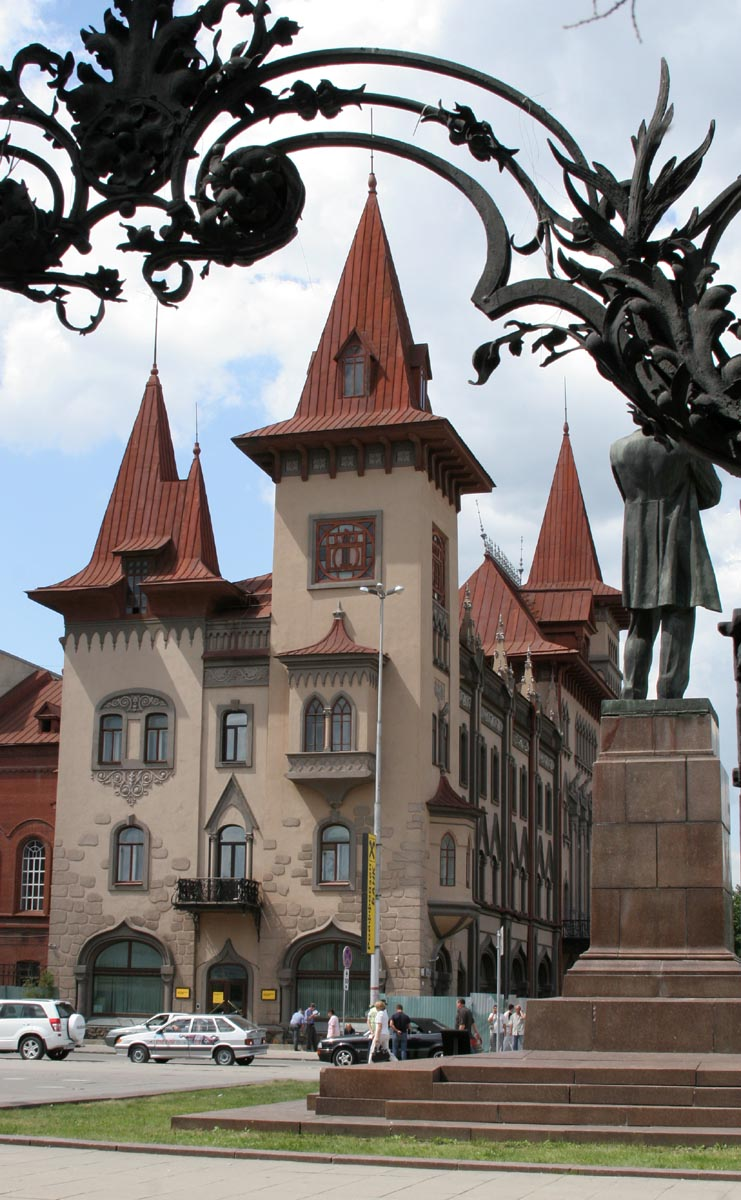
Саратов. Парк Липки.

Саратов розташований на перетині магістральних залізничних і автомобільних ліній, водних маршрутів. Через область прокладено магістральні нафтопроводи, газопроводи та продуктопроводи.
Через Саратов проходять федеральні магістралі Р228 («Сизрань-Саратов-Волгоград»), А144 E 38 AH61 («Саратов-Воронеж») та Р158 («Саратов-Пенза-Нижній Новгород»), а також Р234 («Саратов-Піщаний Умет») та Р208 («Саратов-Сокур»).
Міжміські і приміські перевезення здійснює автобусний транспорт. Автобуси відправляються за маршрутами від автовокзалу, вулиці Радищева, Сінного ринку, стадіону «Волга» і від кількох стоянок у місті.
З річкового вокзалу можна відправитися на круїзному теплоході у великі міста на Волзі та на невеликих судах місцевих ліній в села недалеко від Саратова.

### Громадський транспорт

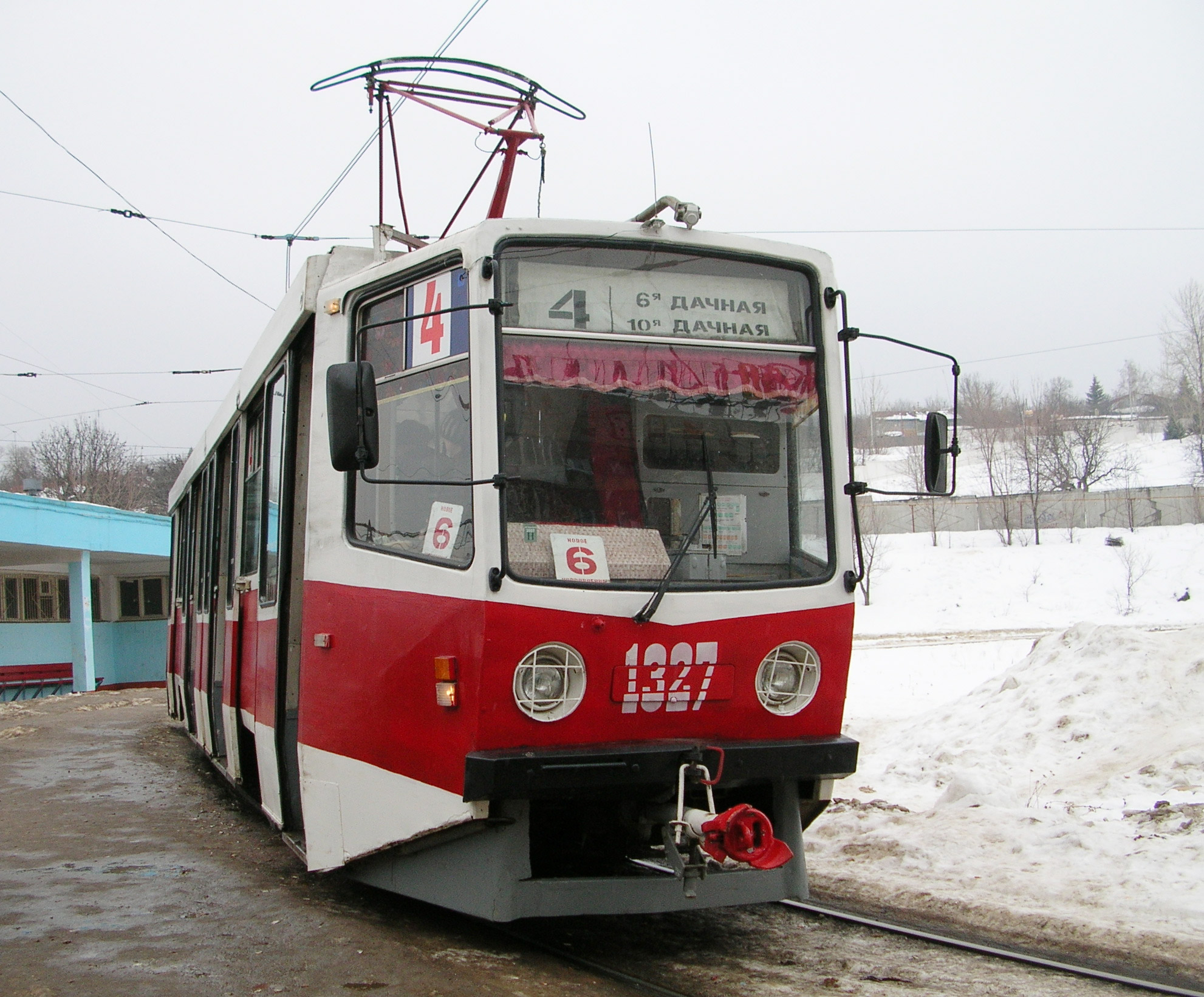
Саратовський трамвай

#### Міський транспорт
У Саратові діють основні системи громадського транспорту — трамвайна, тролейбусна, автобусна, маршрутного таксі і таксі.
Найстарша з діючих систем громадського транспорту в Саратові — трамвайна — була відкрита в 1908 році. У 1952 році була відкрита тролейбусна система. За радянських часів також з'явилися автобусні маршрути. З 1995 року широкого поширення набули маршрутні таксі.
Трамвайна та тролейбусна системи об'єднані під управлінням «Саратовгорелектротранс».

#### Повітряний транспорт
У 2019 році побудовано новий аеропорт (Саратов-Гагарін) і закрито старий (Саратов-Центральний).

#### Залізничний транспорт
У Саратові розташоване управління Приволзької залізниці. На території міста знаходиться пасажирська залізнична станція Саратов I, а також станції Саратов II, Саратов III, Саратов-Порт (тільки вантажні перевезення), Трофимовський I, Трофимовський II (тільки вантажні перевезення), Жасмінна, Примикання, Кокурін (на кінець 2010-х тільки вантажні перевезення), Князівка, Нафтова (тільки вантажні перевезення). Крім зазначених станцій, на території Саратова є 21 зупинний пункт електропоїздів. Є велика кількість підприємств залізничного транспорту, в тому числі вагонне і локомотивне депо. З початку 1950-х років ведуться роботи з виведення з міста транзитного вантажного залізничного трафіку; в 1954 році запущений південний залізничний обхід Багаєвка-Нафтова (довжина 13 км); в 1988 році — північний залізничний обхід Курдюм-Липовський (25 км). До 2020 року планується будівництво західного залізничного обходу Саратова завдовжки 45 км вартістю 31 млрд рублів.

## Економіка
- ЗАТ «Саратовський авіаційний завод»
- ВАТ «Саратовський підшипниковий завод»
- ВАТ «Саратовбудскло»
- ТОВ «СЕПО-ЗЕМ»
- ТОВ «Газпроммаш»
- ВАТ «Саратовський НПЗ»
- ТОВ «Саратоворгсинтез»
- ВАТ «НПП «Контакт»
- ВАТ «Жировий комбінат»
- ГУП «Радіоприладний завод»
- ФГУП «НПП Алмаз»
- ВАТ «Саратовський електроприладобудівельний завод ім. С. Орджонікідзе»
- ВАТ «Саратовборошно»
- ВАТ «Саратовська фабрика полімерних виробів»
- ВАТ «Бритіш Американ Тобакко — Саратовська тютюнова фабрика»
- ВАТ «Тантал»
- ВАТ «Завод автономних джерел струму»
- ЗАТ «Саратовський завод резервуарних металоконструкцій»
- ВАТ «СаратовДизельАпарат»
- ВАТ «Знак Хліба»
- ВАТ «Кондитерська фабрика „Саратовська“»

## Освіта

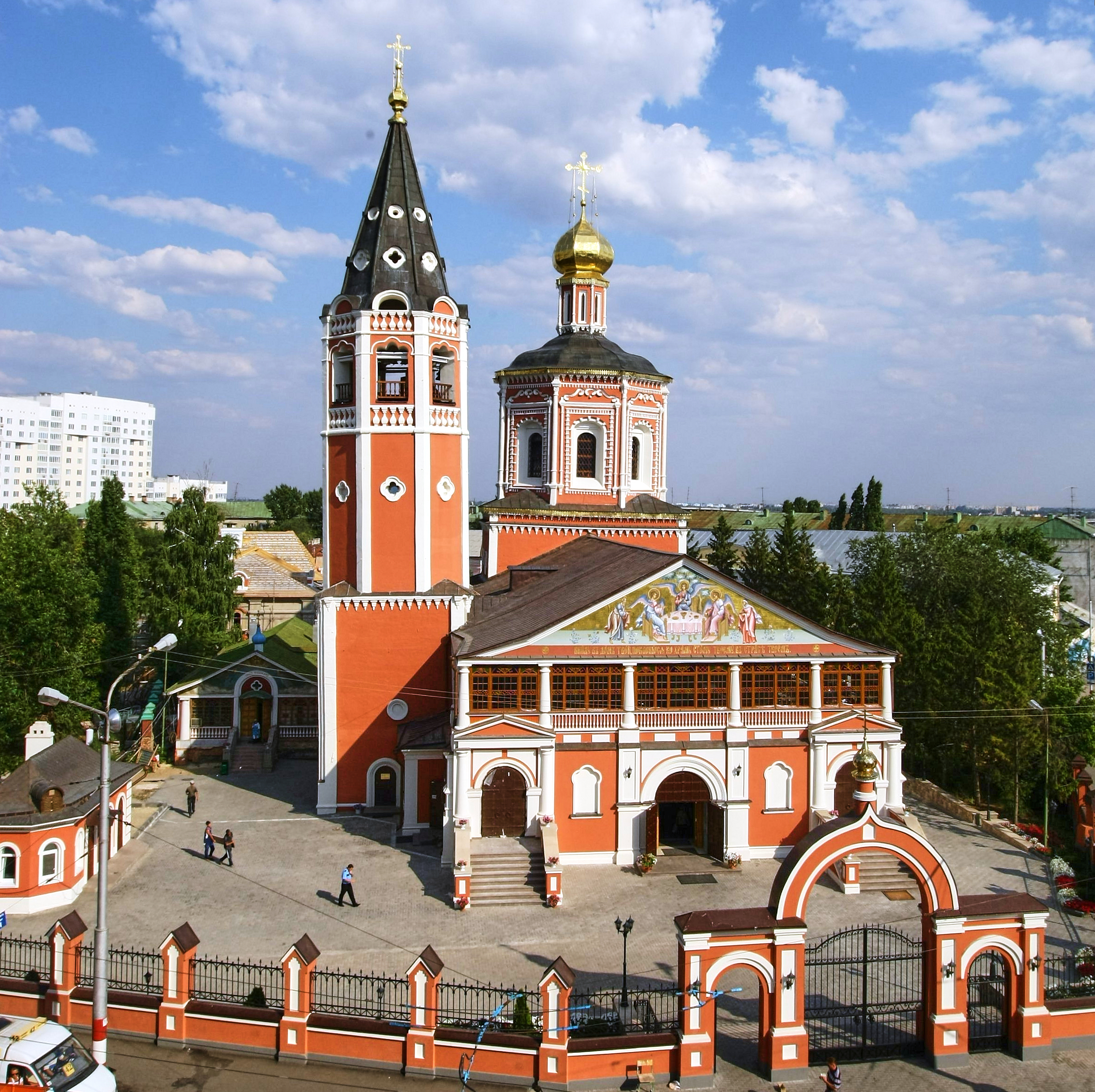
Троїцький собор. Найдавніша споруда міста (кінець XVII ст.)

### Вищі навчальні заклади
- Саратовський державний університет
- Саратовський державний аграрний університет
- Саратовський державний медичний університет
- Саратовський державний технічний університет
- Саратовського державний соціально-економічний університет
- Саратовська державна консерваторія ім. Собінова
- Саратовська державна академія права
- Поволзька академія державної служби
- Саратовський юридичний інститут МВС Росії
- Поволзька філія Московського державного університету шляхів сполучення

### Військові вищі навчальні заклади
- Військовий Червонопрапорний Інститут внутрішніх військ МВС Росії (СВКІ ВВ МВС РФ)
- Саратовський військово-медичний інститут
- Військовий інститут підвищення кваліфікації фахівців мобілізаційних органів
- Військовий університет радіаційного, хімічного і біологічного захисту (філія)
- Саратовське вище військове командно-інженерне училище ракетних військ імені Героя Радянського Союзу генерал-майора Лизюкова А. І. (філія) (розформовано в 2003 році).

## Культура

### Консерваторія, театри
- Саратовська консерваторія
- Саратовський академічний театр драми імені І. А. Слонова
- Саратовський театр опери і балету
- Драматичний театр «Версія»
- Саратовський театр ляльок «Теремок»

### Музеї міста
- Саратовський краєзнавчий музей
- Будинок музей художника Борисова-Мусатова
- Будинок музей письменника Чернишевського
- Саратовський етнографічний музей
- Саратовський художній музей імені Радищева
- Саратовський державний музей військової слави

## Храми міста
- Троїцький собор (старий кафедральний). Кінець XVII ст. Чудовий зразок наришкінського стилю у провінції.
- Покровська церква на Горах. 1876–1883 рр. Архітектор О. М. Салько. Псевдоросійський стиль.
- Кафедральний Свято-Духівський собор. 1852–1858 рр. Псевдоросійський стиль.
- Церква Утамуй мої Печалі. 1903–1906 рр. Псевдошатровий храм в еклектичному стилі. Рахітектор П. М. Зибін.
- Олександро-Невський собор. Кафедральний собор Саратова до Революції. Знищений у 1930-ті.

## Галерея

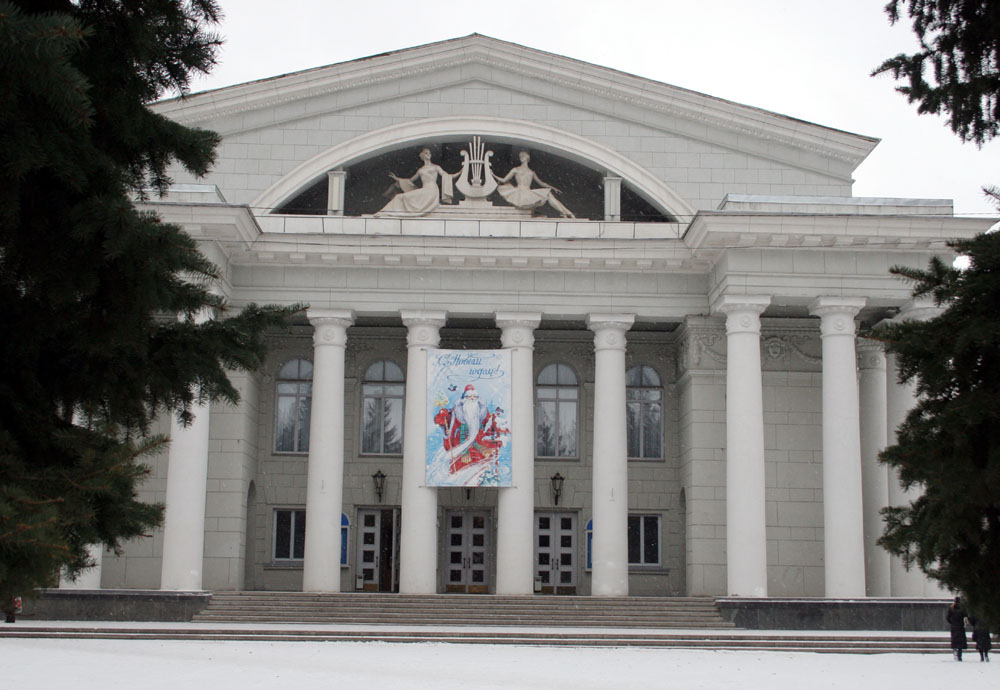
Саратовський академічний театр опери і балету
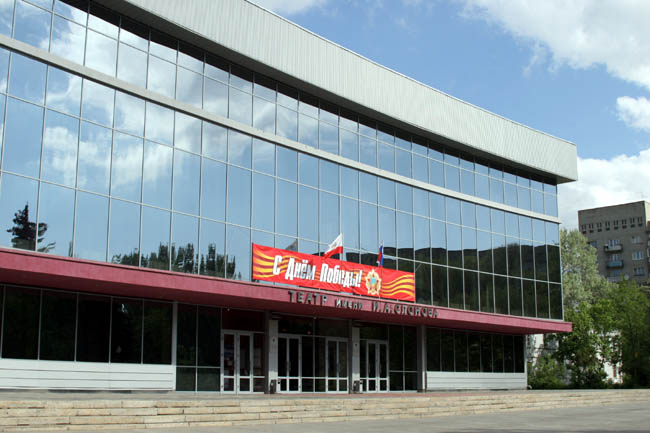
Саратовський академічний театр драми імені І. А. Слонова
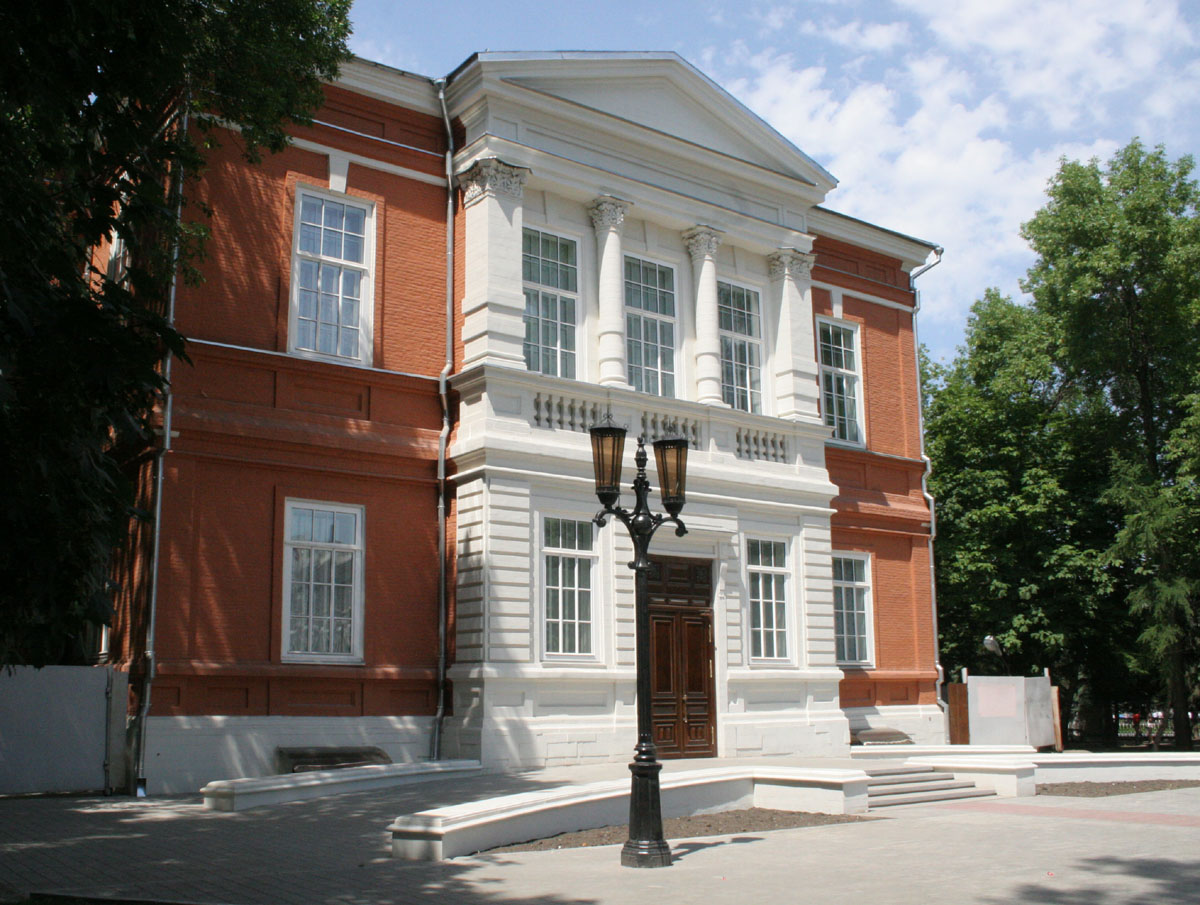
Саратовський художній музей імені Радищева
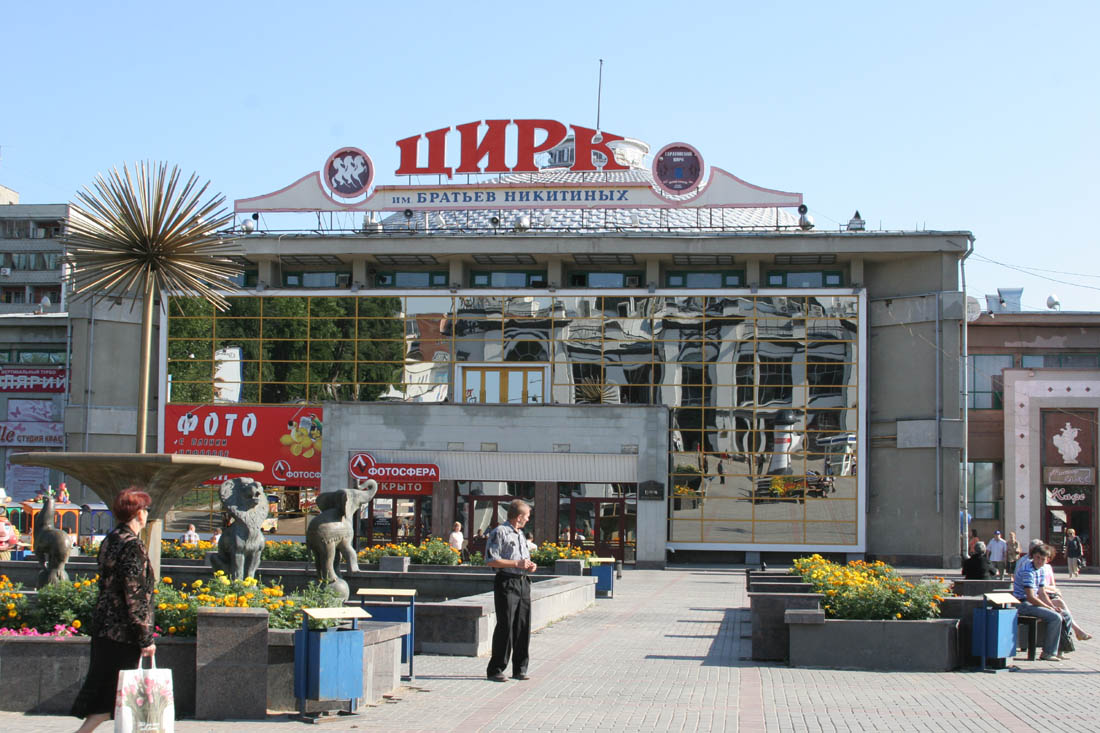
Саратовський цирк

## Відомі люди
- Аветисян Володимир Арташесович — російський літературознавець, доктор філологічних наук.
- Благовєщенський Володимир Іванович — російський радянський художник-графік.
- Гамбург Агнеса Михайлівна — український медик, доктор медичних наук, професор.
- Згуріді Олександр Михайлович (1904–1998) — російський режисер науково-популярних фільмів, народний артист СРСР (1969).
- Рахель — єврейська поетеса.
- Татаринов Євген Олександрович — український патофізіолог.
- Учаєв Анатолій Васильович — російський живописець.
- Воїнова Валентина Іванівна — радянська і грузинська театральна актриса.

### Померли
- Паліїв Омелян — український студентський та військовий діяч, сотник УГА, згодом комуніст.